# Estadio de la Unidad Magrebine
El Estadio de la Unidad Magrebine (en árabe: ملعب الوحدة المغاربية;, es un estadio multiusos de la ciudad de Béjaïa en Argelia. El recinto fue inaugurado en 1987 y posee una capacidad para 19 000 espectadores. El uso del estadio lo comparten los clubes MO Béjaïa y JSM Béjaïa, equipos que disputan el Campeonato Nacional de Argelia.